# UPC Nederland B.V.
UPC Nederland B.V. was een Nederlandse aanbieder van digitale televisie, kabeltelevisie, breedband-internet en telefoniediensten opgericht in 1999 nadat de moedermaatschappij van UPC, UnitedGlobalCom (UGC) alle Nederlandse activiteiten samenbracht. In 2012 voorzag het in Amsterdam gevestigde bedrijf 1,7 miljoen huishoudens van televisie, internet en/of telefonie. Begin 2015 ging UPC samen met zusterbedrijf Ziggo, waarbij de naam UPC op 13 april dat jaar verdween ten gunste van Ziggo.

## Geschiedenis

### Voorgeschiedenis
UPC is in juli 1995 ontstaan door het vormen van een joint-venture van de kabeldiensten van het Amerikaanse United International Holdings (UIH) met die van Philips Electronics onder de naam United and Philips Communications onder leiding van Jacques Hackenberg. Philips had op dat moment al de helft van de aandelen in A2000 (samen met US West), het Weense Telekabel en het Franse Cité Cable. UIH stond onder leiding van Gene Schneider en was een afsplitsing van Tele-Communications Inc. (TCI) dat onder leiding stond van John Malone. UIH bezat binnen Europa enkele minderheidsaandelen in verschillende kabelmaatschappijen. In datzelfde jaar werden verschillende nutsbedrijven in Nederland geprivatiseerd. UPC koopt vervolgens KTE (Eindhoven) in 1995 en het kabelbedrijf van Hilversum in 1996. In 1997 koopt UIH alle aandelen over van Philips – dat zich onder Boonstra's reorganisatie wil richten op hun kerntaken – en hernoemt het bedrijf in United Pan-Europe Communications (UPC). Zij volgde met aankoop van kabelbedrijven van andere lokale overheden en energiebedrijven.
In 1998 ging UPC binnen Nederland een fusie aan met de kabeldiensten Telekabel van NUON en ging de Nederlandse tak verder als United Telekabel Holding (UTH) waarbij UPC 51% van de aandelen bezat. In februari 1999 neemt UPC de resterende aandelen van NUON aangaande UTH over. In april 1999 koopt UTH het kabelbedrijf Gelrevision van energiemaatschappij GAMOG over en start men met het aanbieden van internet onder de naam Chello en zijn telefoondienst onder de naam Priority Telecom. In september koopt UPC Kabel Haarlem op. In oktober 1999 verandert moedermaatschappij UIH zijn naam in UnitedGlobalCom (UGC). Later dat jaar verkoopt MediaOne - in 1998 opgericht door US West - zijn aandelen van A2000 aan UPC waarna UGC al zijn Nederlandse kabeldiensten samen brengt onder UPC Nederland B.V. label.

### Vanaf 1999
In 2000 wordt UPC de grootste kabelaanbieder qua aantal aansluitingen in Nederland door de overname van Eneco K+T, de kabelmaatschappij van energiebedrijf Eneco dat Den Haag, Rotterdam en Dordrecht onder zijn hoede had en het Twentse Tebecai. In 2001 koopt het eveneens Het Alkmaarse Kabelbedrijf. Door de snelle groei, het uiteenspatten van de internetzeepbel en serviceproblemen kwam het moederbedrijf rond 2000 in moeilijkheden. Op dat moment schiet Liberty Media te hulp en koopt genoeg aandelen van UGC om zijn stempel op het bedrijf en op UPC te drukken. Liberty Media is eveneens een afsplitsing van TCI na de verkoop van TCI aan AT&T en staat onder leiding van diezelfde John Malone.
In 2005 wordt moederbedrijf van UPC, UnitedGlobalCom, volledig overgenomen door Liberty Media en voegt deze zijn internationale activiteiten samen onder het nieuwe moederbedrijf Liberty Global. In 2008 startte de levering van hdtv en in april 2010 volgde de première van 3D-tv.
In januari 2014 kondigde het moederbedrijf van UPC, Liberty Global, aan dat het Ziggo zou overnemen. Omdat er na deze overname nog maar één grote kabelaanbieder in Nederland over zou blijven, waardoor de concurrentie in het geding zou kunnen komen, moesten eerst de Autoriteit Consument en Markt en de Europese commissie goedkeuring geven voor deze overname. Liberty Global heeft op 13 april 2015 de merknaam UPC in Nederland laten verdwijnen en is alleen met Ziggo verdergegaan. Klanten van UPC behielden hierbij hun oude e-mailadres.

## Diensten
UPC bood naast analoge en digitale televisie ook internet- en telefoniediensten over de kabel aan (tot juli 2007 onder de naam Chello en Priority). Tevens leverde het bedrijf tot 30 juni 2009 mobiele telefonie via het netwerk van T-Mobile Nederland onder het merk UPC Mobile.

### Digitale televisie
UPC bood in het standaardpakket (Digitale Kabel TV) circa 30 televisiezenders digitaal, waarvan Nederland 1, 2 en 3 ook in HD-kwaliteit. In hetzelfde pakket werden circa 37 radiozenders digitaal aangeboden. Deze zenders waren voor alle abonnees onversleuteld te ontvangen.
In duurdere pakketten bood UPC tot meer dan 110 televisiezenders waarvan 37 in HD-kwaliteit en meer dan 90 digitale radiozenders. Voor de ontvangst van deze zenders huurde de abonnee een Mediabox of een CI+ module van UPC. De interactieve diensten van UPC werkten alleen maar met een Mediabox.
Interactieve televisie via HbbTV werd bij UPC geblokkeerd. Wel bood UPC een eigen systeem met interactieve diensten, maar dat werkte alleen met een Mediabox. UPC bood in haar systeem interactieve televisie-mogelijkheden, zoals UPC On Demand, Programma Gemist en Channels On Demand.
Op 7 september 2012 presenteerde UPC een nieuw product, genaamd Horizon. Dit is geen traditionele digitale ontvanger zoals de standaard Mediabox, maar combineert een modem en digitale ontvanger in één apparaat en heeft aanvullende functionaliteiten. Met de Horizon Mediabox kunnen ook eigen bestanden gestreamd worden naar de televisie en gebruik worden gemaakt van apps op de televisie.

### Analoge televisie
De analoge kabeltelevisie is bij UPC blijven bestaan met in 2015 nog een aanbod van ongeveer 30 televisiezenders. Het ging hier om een verouderde techniek.

### Internet
In 2008 maakte UPC als eerste kabelprovider in Europa gebruik van de nieuwe kabelstandaard EuroDocsis 3.0. Met deze nieuwe standaard is het mogelijk om via de kabel snelheden te halen die in de buurt komen van de snelheden die via glasvezel worden gehaald. Vandaar kwam UPC in september 2008 met een nieuw internet abonnement genaamd 'UPC Fiber Power Internet'. In eerste instantie werden er snelheden aangeboden van 60 Mbps en 120 Mbps. Later in 2009 werd het aanbod uitgebreid met 30 Mbps en 90 Mbps. De hoogste internetsnelheid bij UPC was tot het einde van deze handelsnaam 200 Mbps.

## Werkgebied
UPC bood de diensten en producten aan via kabelnetten in (delen van) Noord- en Zuid-Holland, Friesland, Gelderland, Flevoland en Noord-Brabant.

## Openstellen netwerk voor concurrenten
De OPTA maakte in maart 2010 bekend dat onder andere UPC haar kabelnetwerk open moest stellen voor andere aanbieders van het analoge kabeltelevisiepakket. Per afgenomen pakket zou de nieuwe aanbieder 8,83 euro aan UPC gaan betalen. De opstartkosten bedroegen 30.000 euro voor de nieuwkomer. Het College van Beroep voor het bedrijfsleven vernietigde echter dit besluit van de OPTA op 18 augustus 2010. De OPTA kondigde vervolgens op 31 augustus aan de concurrentie op de Nederlandse televisiemarkt per direct opnieuw te gaan onderzoeken.
Volgens het kabinet was het vanwege de Europese wetgeving niet mogelijk om UPC te verplichten het netwerk op te stellen.

## Kritiek op de Mediabox
In 2006 begon UPC een campagne voor de verkoop van digitale televisie. Deze campagne leidde tot kritiek van de Consumentenbond en de Tweede Kamer. De kritiek richtte zich vooral op de ongevraagde levering van de Mediabox waarbij klanten dachten te tekenen voor ontvangst, maar in werkelijkheid een contract voor digitale televisie tekenen.
In een uitzending van het VARA-consumententelevisieprogramma Kassa van 17 maart 2007 kwam naar voren dat de Mediabox van UPC in stand-by het hoogste energiegebruik heeft. Als reactie hierop kwam UPC met nieuwe firmware voor de Mediabox, met deze versie is het mogelijk deze in eco-modus te zetten. Dit houdt in dat de Mediabox in stand-by minder dan 1 watt gebruikt.

## UPC Nederland in cijfers
| Jaar | Aansluitingen | Percentage abonnee | Percentage digitale televisie | Percentage internet | Percentage telefoon | Omzet per abonnee per maand |
| ---- | ------------- | ------------------ | ----------------------------- | ------------------- | ------------------- | --------------------------- |
| 2005 | 2.645.800     | 84,5               | 3,8                           | 21,4                | 13,2                | € 25,68                     |
| 2006 | 2.677.400     | 82,1               | 22,8                          | 25,7                | 17,7                | € 27,89                     |
| 2007 | 2.705.200     | 79,6               | 25,6                          | 29,8                | 22,7                | € 29,95                     |
| 2008 | 2.740.000     | 74,6               | 31,7                          | 33,4                | 28,0                | € 32,76                     |
| 2009 | 2.765.400     | 70,7               | 38,4                          | 37,9                | 31,9                | € 34,84                     |